# Nadine Horchler
Nadine Horchler (ur. 21 czerwca 1986) – niemiecka biathlonistka, czterokrotna medalistka mistrzostw Europy w biathlonie.
17 marca 2011 zadebiutowała w zawodach Pucharu Świata zajmując 32. miejsce w sprincie w Oslo

## Osiągnięcia

### Mistrzostwa świata
| Rok  | Miejscowość          | Konkurencje | Konkurencje | Konkurencje | Konkurencje | Konkurencje | Konkurencje | Konkurencje |
| Rok  | Miejscowość          | IN          | SP          | PU          | MS          | RL          | MR          | SR          |
| ---- | -------------------- | ----------- | ----------- | ----------- | ----------- | ----------- | ----------- | ----------- |
| 2013 | Nové Město na Moravě | 28.         | 84.         | –           | –           | –           | –           | nd.         |
| 2017 | Hochfilzen           | –           | 46.         | 32.         | –           | –           | –           | nd.         |

### Puchar Świata

#### Miejsca w klasyfikacji generalnej
| Sezon     | Miejsce |
| --------- | ------- |
| 2010/2011 | 80.     |
| 2011/2012 | 80.     |
| 2012/2013 | 25.     |
| 2013/2014 | -       |
| 2014/2015 | -       |
| 2015/2016 | 78.     |
| 2016/2017 | 44.     |
| 2017/2018 | 72.     |
| 2018/2019 | 82.     |

#### Zwycięstwa indywidualne w zawodach
| Lp. | Dzień       | Rok  | Miejscowość | Konkurencja            | Pudła   | Czas biegu | Przypisy |
| --- | ----------- | ---- | ----------- | ---------------------- | ------- | ---------- | -------- |
| 1.  | 21 stycznia | 2017 | Anterselva  | Bieg masowy na 12,5 km | 0+0+0+0 | 36:11.5    | –        |

### Mistrzostwa Europy
| 2011 Ridnaun (Włochy)        | 5. miejsce (IN), 13. miejsce (SP), 3. miejsce (PU), 3. miejsce (RL) |
| 2012 Osrblie (Słowacja)      | 5. miejsce (IN), 4. miejsce (SP), 5. miejsce (PU), 3. miejsce (RL)  |
| 2016 Tiumeń (Rosja)          | 1. miejsce (SP), 6. miejsce (PU), 8. miejsce (MS), 4. miejsce (RM)  |
| 2017 Duszniki-Zdrój (Polska) | 4. miejsce (SP), 9. miejsce (PU), 6. miejsce (MR)                   |

### Puchar IBU

#### Miejsca w klasyfikacji generalnej
| Sezon     | Miejsce |
| --------- | ------- |
| 2009/2010 | 132.    |
| 2010/2011 | 2.      |
| 2011/2012 | 4.      |
| 2013/2014 | 3.      |
| 2014/2015 | -       |
| 2015/2016 | 1.      |
| 2016/2017 | 7.      |

#### Miejsca na podium chronologicznie
| Lp. | Dzień       | Rok  | Miejscowość     | Konkurencja                | Lokata | Pudła   | Czas biegu  | Strata      | Zwycięzca          |
| --- | ----------- | ---- | --------------- | -------------------------- | ------ | ------- | ----------- | ----------- | ------------------ |
| 1.  | 11 grudnia  | 2010 | Martell         | Bieg indywidualny na 15 km | 3.     | 1+0+2+0 | 50:53.2 min | +1:03.4 min | Jewgienija Siedowa |
| 2.  | 14 stycznia | 2011 | Altenberg       | Sprint na 7,5 km           | 2.     | 0+1     | 22:33.8 min | +19.5 s     | Iris Schwabl       |
| 3.  | 15 stycznia | 2011 | Altenberg       | Bieg pościgowy na 10 km    | 2.     | 0+1+2+0 | 32:40.9 min | +0.8 s      | Iris Schwabl       |
| 4.  | 11 grudnia  | 2011 | Ridnaun         | Sprint na 7,5 km           | 3.     | 0+1     | 23:41.5 min | +13.7 s     | Sabrina Buchholz   |
| 5.  | 8 stycznia  | 2012 | Forni Avoltri   | Sprint na 7,5 km           | 2.     | 0+0     | 24:29.7 min | +56.2 s     | Anna Bułygina      |
| 6.  | 13 stycznia | 2012 | Haute Maurienne | Sprint na 7,5 km           | 3.     | 0+0     | 21:20.6 min | +18.3 s     | Marina Korowina    |
| 7.  | 13 stycznia | 2012 | Haute Maurienne | Bieg pościgowy na 10 km    | 2.     | 1+1+0+0 | 32:45.9 min | +28.7 s     | Jana Romanowa      |
| 8.  | 12 grudnia  | 2013 | Obetilliach     | Sprint na 7,5 km           | 1.     | 0+1     | 22:41.7 min | –           | –                  |
| 9.  | 14 grudnia  | 2013 | Obetilliach     | Bieg pościgowy na 10 km    | 1.     | 2+1+0+0 | 31:11.5 min | –           | –                  |
| 10. | 11 stycznia | 2014 | Ridnaun         | Bieg indywidualny na 15 km | 1.     | 0+0+0+0 | 49:08.4 min | –           | –                  |
| 11. | 12 stycznia | 2014 | Ridnaun         | Sprint na 7,5 km           | 3.     | 0+1     | 23:04.0 min | +25.5 s     | Walentina Nazarowa |
| 12. | 19 stycznia | 2014 | Ruhpolding      | Bieg pościgowy na 10 km    | 3.     | 1+0+0+0 | 33:04.1 min | +1:46.0     | Kathrin Lang       |